# Sestino
Sestino és un municipi situat al territori de la província d'Arezzo, a la regió de la Toscana (Itàlia).
Limita amb els municipis de Badia Tedalda, Belforte all'Isauro, Borgo Pace, Carpegna, Casteldelci, Mercatello sul Metauro, Pennabilli i Piandimeleto.
Pertanyen al municipi les frazioni de Calbuffa, Casale, Case Barboni, Colcellalto, Lucemburgo, Martigliano, Monte Romano, Monterone, Motolano, Palazzi, Ponte Presale, Petrella Massana, Presciano, San Donato, Valdiceci di Sopra i Ville di Sopra.

## Galeria fotogràfica

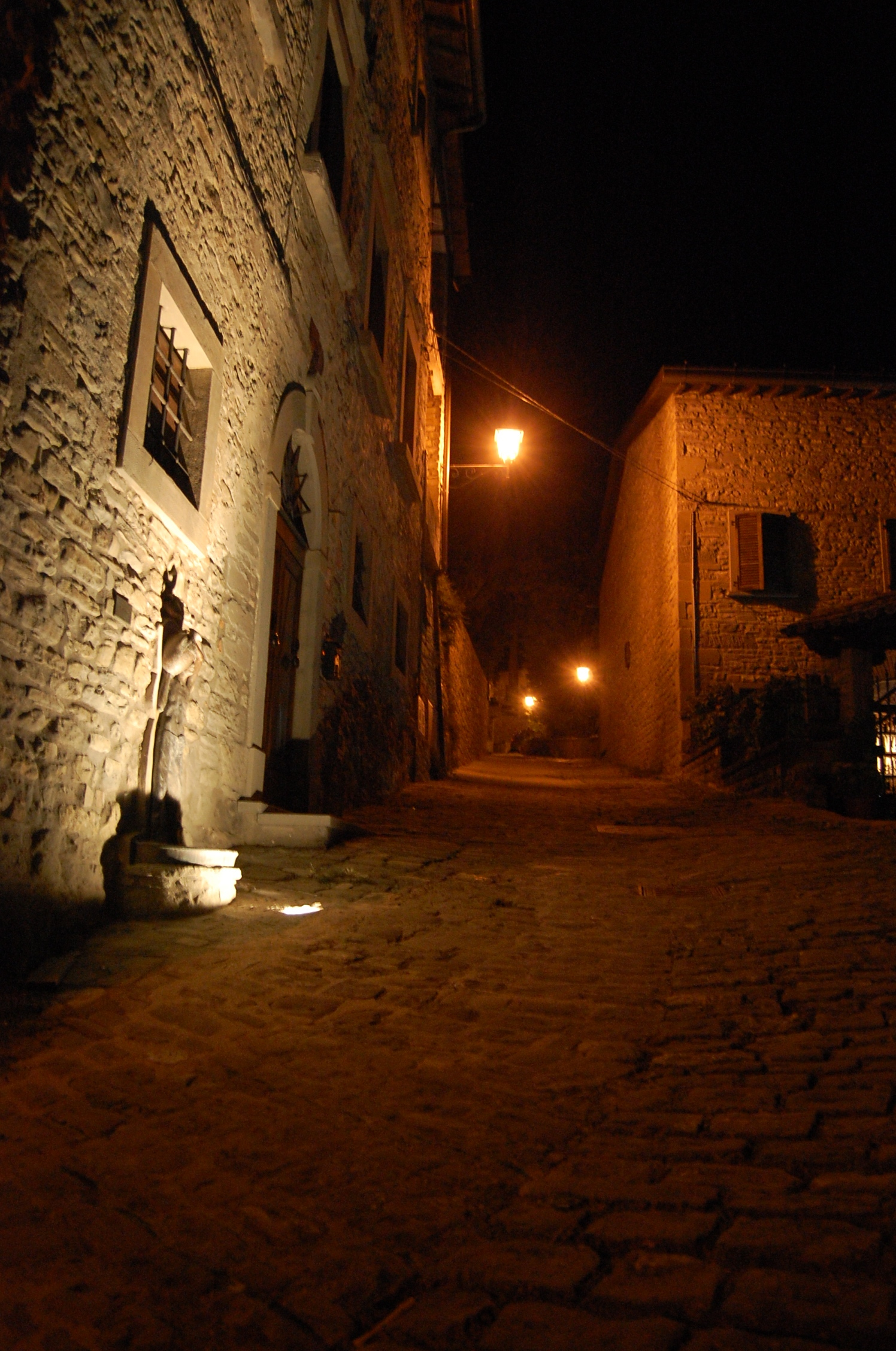
Centre històric